# Enrico Fabris
Pour les articles homonymes, voir Fabris.
Enrico Fabris (né le 5 octobre 1981  à Asiago, dans la province de Vicence en Vénétie) est un patineur de vitesse italien.

## Biographie
Enrico Fabris a remporté la première médaille de l'histoire olympique de l'Italie en patinage de vitesse en remportant le bronze sur 5 000 mètres aux Jeux olympiques d'hiver de 2006 à Turin, avant de remporter le titre olympique sur 1 500 mètres, et en poursuite par équipes avec ses coéquipiers Matteo Anesi, Stefano Donagrandi et Ippolito Sanfratello.
Il prend sa retraite sportive en 2011.

## Hommage
Le 7 mai 2015, en présence du président du Comité national olympique italien (CONI), Giovanni Malagò, a été inauguré  le Walk of Fame du sport italien dans le parc olympique du Foro Italico de Rome, le long de Viale delle Olimpiadi. 100 tuiles rapportent chronologiquement les noms des athlètes les plus représentatifs de l'histoire du sport italien. Sur chaque tuile figure le nom du sportif, le sport dans lequel il s'est distingué et le symbole du CONI. L'une de ces tuiles lui est dédiée .

## Palmarès

### Jeux olympiques
- Médaille d'or en poursuite par équipes aux Jeux olympiques d'hiver de 2006 à Turin
- Médaille d'or sur 1 500 mètres aux Jeux olympiques d'hiver de 2006 à Turin
- Médaille de bronze sur 5 000 mètres aux Jeux olympiques d'hiver de 2006 à Turin

### Championnats du monde
- Médaille d'argent de la poursuite par équipes en 2005 à Inzell
- Médaille d'argent toutes épreuves en 2006 à Calgary
- Médaille d'argent toutes épreuves en 2007 à Heerenveen
- Médaille d'argent du 5 000 m en 2007 à Salt Lake City
- Médaille d'argent du 5 000 m en 2008 à Nagano
- Médaille d'argent du 10 000 m en 2008
- Médaille d'argent de la poursuite par équipes en 2008
- Médaille de bronze toutes épreuves en 2009 à Hamar